# Холон (город)

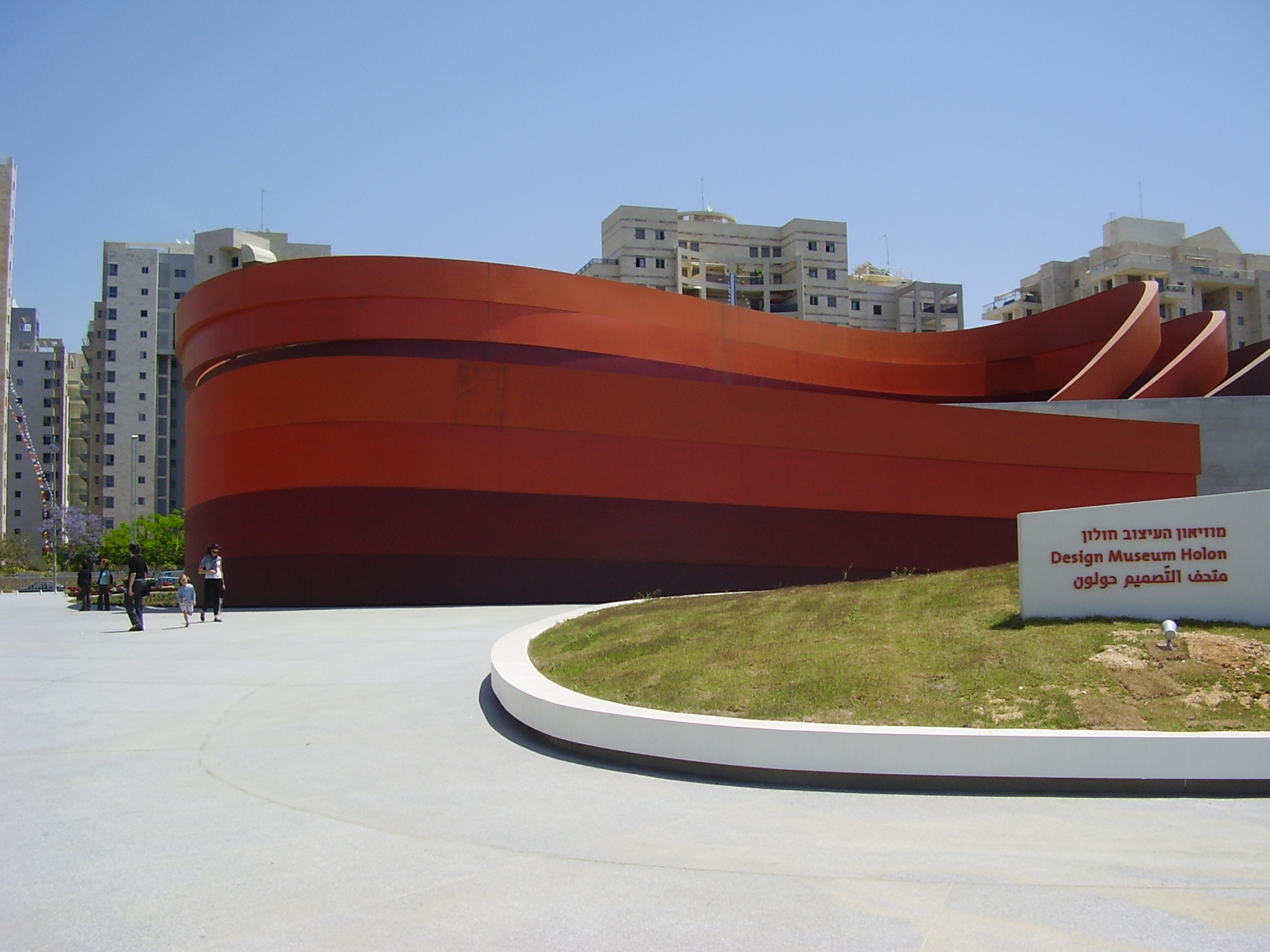
Холонский музей дизайна

Холо́н (ивр. חולון‎) — крупный город в центре Израиля, в Тель-Авивском округе. Входит в агломерацию Гуш-Дан. Город знаменит крупной промышленной зоной, большой культурной программой муниципалитета и сельскохозяйственной академией.
Холон также называют «детской столицей Израиля» из-за большого количества детских развлекательных и образовательных учреждений, а также из-за ежегодного самого большого в Израиле карнавала на праздник Пурим.

## География
На западе Холон граничит с городом Бат-Ям, граница между двумя городами проходит по скоростной трассе Аялон. На юге Холон граничит с Ришон-ле-Ционом (относительно большая территория между Холоном и Ришон-ле-Ционом, относящаяся к муниципалитету Холона, не заселена и представляет собой песчаные дюны протяжённостью около 2 километров), а на севере с Азором и Тель-Авивом, граница проходит по шоссе «Дерех ха-Шива» (Шоссе № 44). На востоке Холон упирается в автостраду № 4 (шоссе Геа — ивр. גהה‎), идущую через весь Израиль восточнее прибрежных городов параллельно побережью Средиземного моря. Будучи отдельным городом, Холон фактически является частью Гуш-Дана (агломерации Большого Тель-Авива).

## Население
По данным Центрального статистического бюро Израиля, население на начало 2020 года составляло 196 282 человека. На 2019 год Холон являлся десятым по населению городом Израиля.
В 2018 году 92,0 % населения составляли евреи.
Естественный прирост населения составляет 0,9 %.
17,1 % населения — репатрианты, приехавшие после 1990 года.
44,5 % выпускников школ получили аттестат зрелости, 24,6 % населения имеют свидетельство о высшем образовании. Средняя зарплата на 2017 год составила 9425 шекеля.
Холон — единственный город Израиля, где компактно проживает община самаритян (400 человек).

## История
В доисторический период на территории нынешнего города располагалось мелкое озеро. Археологи раскопали несколько охотничьих стоянок начала каменного века, где были найдены кости слонов, гиппопотамов и крокодилов. На Тель-Холон существовало поселение с конца каменного до конца бронзового века. После основания поселения в период Израильского царства оно просуществовало до арабского нашествия. В раннюю арабскую эпоху эти земли перестали возделывать, и они покрылись песками. В XIX веке там была основана арабская деревня Тель А-Риш.
В 1929 году группа евреев под руководством Шломо Грина купила участок земли, граничащий с Тель А-Риш и покрытый песчаными дюнами и садами. На купленном участке до 1937 года были основаны посёлки Грин, Моледет, Кирьят-Авода, Шхунат-Ам и Агробанк. Во время арабского восстания 1936—1939 годов посёлки часто подвергались нападениям, многие жители пострадали. Из-за проблем с финансами и безопасностью в марте 1940 года все посёлки объединились, а новообразованный крупный посёлок получил статус совета и имя «Холон». Это название упоминается в Торе и отражает окружающий ландшафт («холь» на иврите — песок ивр. חול‎).
К марту 1940 года был разработан устав местного совета Холон. Первые выборы прошли в апреле 1942 года.
В 1948 году, на момент образования государства Израиль, население города составляло 6500 человек. В 1950 году Холону был присвоен статус города.

Мэры Холона:
- Хаим Кугель: 1942 год — 1953 год
- Пинхас Илон: 1953 год — 1987 год
- Хаим Шарон: 1987 год — 1989 год
- Моше Ром: 1989 год — 1993 год
- Моти Сасон[англ.]: 1993 год[10] — 2024
- Шай Кейнан — с 2024[1]

## Герб города
Герб города выполнен в виде щита, под которым вьётся лента с названием города на иврите, английском и арабском языках. Щит синий, на белом фоне.
На нём изображена картина ландшафта, предшествующего образованию города — склон песчаного холма с растущим на нём деревом (сикомора), из-за которого виднеются строящиеся дома. Надпись на гербе гласит — «Несмотря ни на что и вопреки всему» (ивр. אף על פי כן ולמרות הכול‎).

## Достопримечательности
Из городских достопримечательностей можно отметить большой комплекс водных развлечений «Ямит — 2000», холонский детский музей, парк Перес, парк Тель-Гиборим, культурный центр «Медиатек» (Mediatheque), включающий в себя библиотеку и театр. В Холоне также находится крупная больница Вольфсон.
- Ямит — 2000 — один из крупнейших водных парков в Израиле. В комплексе несколько бассейнов, свыше 20 водных горок, спортзал и др.
- Культурный центр «Медиатек» открылся в 2004 году. В комплексе большая современная библиотека с книгами на шести языках, кинозал «Синематек» и театр.
- Парк Тель-Гиборим — большой парк, называемый также «Пиллбокс»[8]. Он расположен на холмах в районе Тель-Гиборим, с многочисленными газонами для отдыха, амфитеатром, площадкой для катания на роликовых коньках и дорожками для пеших и велосипедных прогулок.
- Парк Переса. В парке есть красивый фонтан в виде водопада.
- Израильский детский музей располагается в парке Переса. Открытие музея состоялось в 2001 году, и с тех пор число посетителей перевалило за миллион человек. Музей предназначен для детей 4—12 лет[12]. Длительность экскурсии составляет более 2 часов. Это единственный в Израиле интерактивный детский музей[13]. Музей предлагает своим гостям попробовать изучать окружающий их мир с помощью осязания[14].
- Музей дизайна в Холоне открылся в марте 2010 года по проекту Рона Арада, израильского архитектора, с 1973 года проживающего в Великобритании[15][16]. Музей предназначен для выставок израильского дизайна всех направлений. Площадь участка составляет 3700 м²[17]. Он является первым в стране музеем такого рода.

## Медицина
Больница «Вольфсон» находится в городе и обслуживает жителей не только Холона, но и всей округи.

## Экономика
Город обладает второй по величине в Израиле промышленной зоной.
Первое промышленное предприятие в Холоне основали выходцы из польского города Лодзь, назвав его по имени родного города.
В Холоне находится штаб-квартира первой компании по производству кофе на территории Израиля «Кафе Ландвер».

## Известные жители
- Коби Перец — израильский певец.
- Дана Интернэшнл — израильская певица.
- Шалом Нагар — израильский тюремщик, физически исполнивший смертный приговор в отношении нацистского преступника Адольфа Эйхмана, проживал в то время в Холоне[19].
- Вольф Исаакович Эйдельштейн, отец российского политика Владимира Вольфовича Жириновского, похоронен на кладбище города Холон[20].
- Альберт Эльбаз — стилист, модельер. Вырос в Холоне после эмиграции семьи его родителей из Марокко.

## Города-побратимы

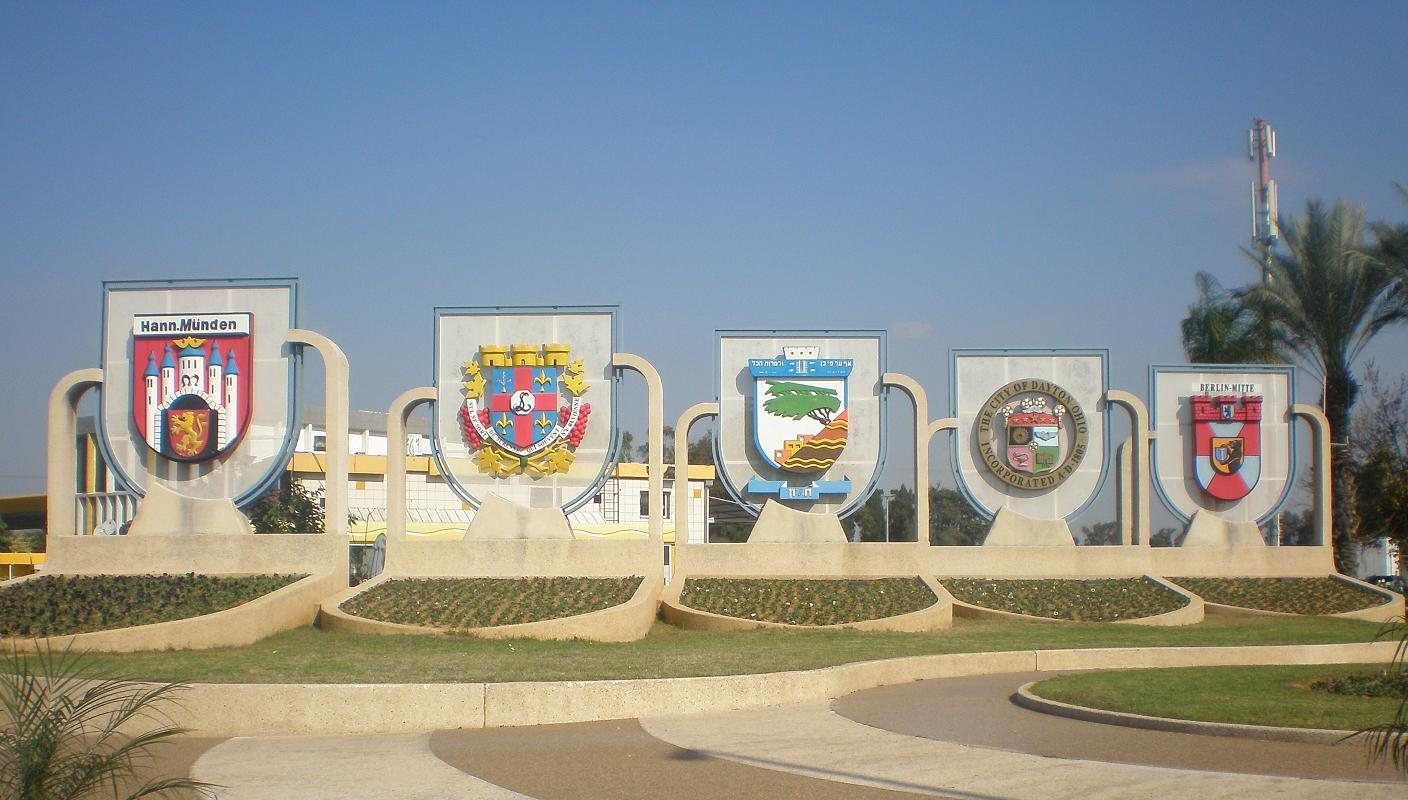
Гербы городов-побратимов Холона на въезде в город

- Сюрен (нем. Suresnes), Франция
- Ганновер-Мюнден (нем. Hann. Münden), Германия
- Дейтон (англ. Dayton), Огайо, США
- Аньшань (кит. 鞍山市), Китай

Сотрудничество:
- Андон (кор. 안동시), Южная Корея